# The Beach Boys
《The Beach Boys》는 1985년 6월 10일에 발매된 미국의 록 밴드 비치 보이스의 스물다섯 번째 스튜디오 음반이다. 스티브 레빈이 프로듀싱한 이 음반은 창단 멤버 데니스 윌슨의 익사 이후 이 밴드의 첫 번째 음반이다. 이 음반은 또한 디지털로 녹음된 밴드의 첫 번째 음반이자 제임스 윌리엄 게르시오의 카리부 레코드가 발매한 마지막 음반이기도 하다.

## 평가
| 전문가 평가                   | 전문가 평가 |
| 평가 점수                     | 평가 점수   |
| 출처                          | 점수        |
| ----------------------------- | ----------- |
| AllMusic                      | [ 1 ]       |
| Blender                       | [ 2 ]       |
| Christgau's Record Guide      | C           |
| Encyclopedia of Popular Music | [ 4 ]       |
| The Rolling Stone Album Guide | [ 5 ]       |

《롤링 스톤》에서 쓴 파크 퍼터보는 이 음반을 "예쁜 재미"라고 부르며, "세계에 비길 만한 예술적 재주장은 아니지만, LP는 이 놀라운 목소리를 보여주고, 더 잘 하는 사람은 아무도 없다는 것을 세계에 일깨워주는 역할을 한다"고 덧붙였다.
그들의 책 《The Complete Guide to the Brian Wilson and the Beach Boys》에서 앤드류 G. 도우와 존 토블러는 이 음반을 "기술적으로는 완벽하지만 일반적으로는 불임"으로 묘사하고 있다. 그러나 그들은 칼 윌슨의 〈Where I Belong〉을 찬미하기 위해 이 트랙을 "거의 소름끼치는 힘의 블록 하모니를 가진 그야말로 웅장함"이라고 묘사했다. 도우는 〈Where I Belong〉을 2000년 CD 재발행을 위한 자신의 정기권 노트에서 "아찔할 정도로 아름답다"와 "이 음반의 논쟁의 여지가 없는 하이라이트"라고 칭송했다.

## 곡 목록
| #  | 제목                           | 작사·작곡                                            | 리드 보컬                  | 재생 시간 |
| -- | ------------------------------ | ---------------------------------------------------- | -------------------------- | --------- |
| 1. | 〈Getcha Back〉                | 마이크 러브, 테리 멜처                               | 마이크 러브, 브라이언 윌슨 | 3:02      |
| 2. | 〈It's Gettin' Late〉          | 칼 윌슨, 미르나 스미스, 로버트 화이트 존슨           | 칼 윌슨                    | 3:27      |
| 3. | 〈Crack at Your Love〉         | 브라이언 윌슨, 앨 자딘                               | 앨 자딘, B. 윌슨           | 3:40      |
| 4. | 〈Maybe I Don't Know〉         | C. 윌슨, 스미스, 스티브 레빈, 줄리안 스튜어트 린제이 | C. 윌슨                    | 3:54      |
| 5. | 〈She Believes in Love Again〉 | 브루스 존스턴                                        | C. 윌슨, 브루스 존스턴     | 3:29      |

| #  | 제목                           | 작사·작곡                | 리드 보컬        | 재생 시간 |
| -- | ------------------------------ | ------------------------ | ---------------- | --------- |
| 1. | 〈California Calling〉         | 자딘, B. 윌슨            | 러브, 자딘       | 2:50      |
| 2. | 〈Passing Friend〉             | 조지 오다우드, 로이 헤이 | C. 윌슨          | 5:00      |
| 3. | 〈I'm So Lonely〉              | B. 윌슨                  | B. 윌슨, C. 윌슨 | 2:52      |
| 4. | 〈Where I Belong〉             | C. 윌슨, 존슨            | C. 윌슨, 자딘    | 2:58      |
| 5. | 〈I Do Love You〉              | 스티비 원더              | C. 윌슨, 자딘    | 4:20      |
| 6. | 〈It's Just a Matter of Time〉 | B. 윌슨                  | B. 윌슨, 러브    | 2:23      |